# Assedio di Damasco
L'assedio di Damasco ebbe luogo per soli quattro giorni, dal 23 al 27 luglio 1148, nel corso della seconda crociata.

## Premesse
Luigi VII di Francia e Corrado III di Svevia, s'imbarcarono per una nuova crociata dopo la caduta della Contea di Edessa, affrontando entrambi disastrose marce lungo l'Anatolia nel 1147 e il 1148.
La maggior parte dei loro eserciti perì; Luigi abbandonò le sue truppe e viaggiò per mare per raggiungere Antiochia, dove lo zio di sua moglie Eleonora d'Aquitania, Raimondo d'Antiochia, era principe.
Raimondo lo attese per offrirgli aiuto militare contro i turchi Selgiuchidi che minacciavano il Principato, ma Luigi rifiutò e si precipitò a Gerusalemme.
Corrado, colpito da malattia, era dapprima ancora tornato a Costantinopoli per arrivare tuttavia a Gerusalemme poche settimane più tardi, nell'aprile del 1148.

## Concilio di Acri

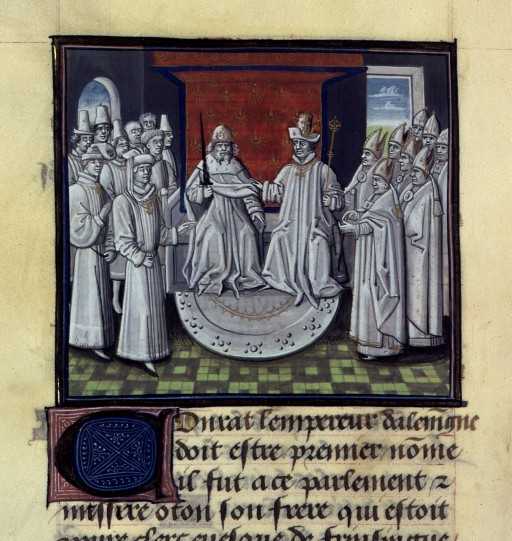
Il concilio di Acri (miniatura da un'edizione quattrocentesca della Historia rerum in partibus transmarinis gestarum di Guglielmo di Tiro)

L'obiettivo fondamentale della crociata fu Edessa, ma a Gerusalemme re Baldovino III e i Cavalieri Templari miravano a Damasco. L'Alta corte si riunì a San Giovanni d'Acri il 24 giugno, con alti esponenti di Francia, Germania, al cospetto del Re di Gerusalemme: la più ampia assemblea di nobili nella storia di Gerusalemme.
Sia Luigi, sia Corrado erano persuasi della necessità di attaccare Damasco, sebbene molti dei nobili di Gerusalemme considerassero folle un tale piano, visto che la dinastia buride di Damasco, per quanto musulmana, era alleata coi Crociati e fortemente intenzionata a impedire il pericolo rappresentato dalla dinastia zengide.
Zengi aveva già assediato Damasco nel 1140, e Muʿīn al-Dīn Unur (Önör), un turco mamelucco che agiva in veste di vizir del giovane Mujīr al-Dīn Abaq, aveva negoziato un'alleanza con Gerusalemme attraverso i buoni uffici del noto storico e cronista Usama ibn Munqidh. Corrado, Luigi e Baldovino tuttavia insistettero sostenendo il loro punto di vista: Damasco era una città santa per la cristianità, come Gerusalemme e Antiochia, e la sua conquista avrebbe rappresentato un importantissimo punto a favore dei Crociati agli occhi dei cristiani europei.
Nel luglio i loro eserciti si radunarono quindi a Tiberiade e marciarono alla volta di Damasco, aggirando il mar di Galilea passando per Banyas. I soldati erano in tutto circa 50 000.
Re Baldovino III era bloccato in una disputa familiare con sua madre, la regina Melisenda, a proposito del territorio di Nablus e sarebbe quindi stato riluttante a condurre una campagna militare più a nord. Ciò ebbe un'eco dal generale consenso espresso dalla nobiltà gerosolimitana, che desiderava liberarsi della minaccia della crescente influenza zengide a Damasco. Se la città siriana fosse caduta (cosa che accadde in effetti nel 1154) la rilevanza strategica di Damasco avrebbe consentito di condurre una campagna militare musulmana che avrebbe potuto colpire al cuore Gerusalemme.
Il trattato bizantino-antiocheno del 1137, che ribadiva i diritti legittimi dell'Imperatore bizantino di recuperare le terre conquistate dagli eserciti crociati, avrebbe anche convinto molti a non condurre azioni militari a settentrione delle aree crociate. Malgrado ciò, un attacco contro un territorio ancora neutrale (Damasco), a esclusivo beneficio di Gerusalemme, avrebbe compromesso la sicurezza degli Stati crociati settentrionali (Edessa e Tripoli), e in particolare avrebbe rafforzato la dinastia zengide nelle aree intorno ad Aleppo e, dal 1144, intorno a Edessa. La stessa Antiochia, più vicina a Gerusalemme che a Damasco, sarebbe automaticamente diventata più vulnerabile.

## Assedio

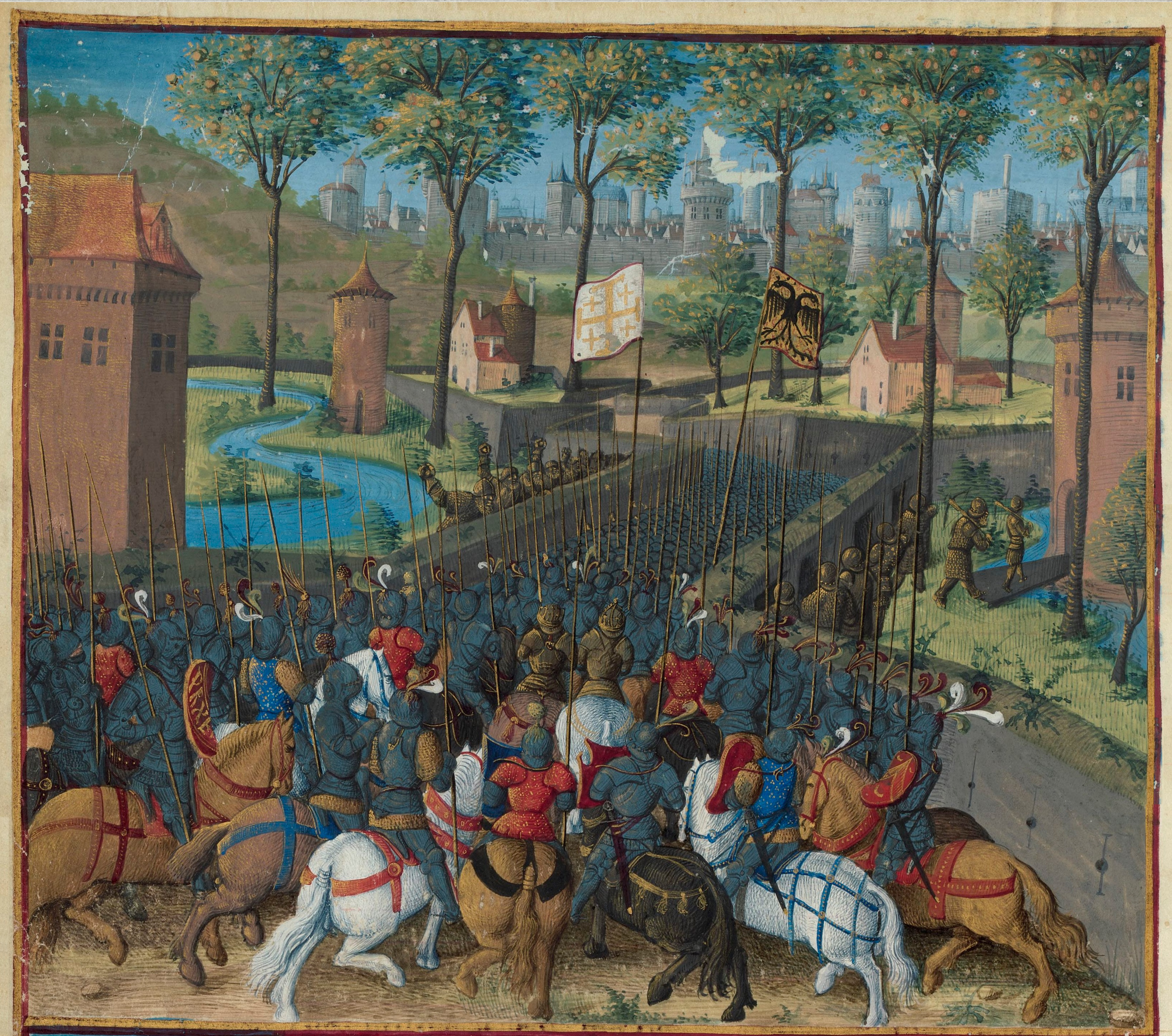
Assedio di Damasco nel corso della seconda crociata.

I Crociati giunsero ad attaccare Damasco provenendo da ovest, direzione dalla quale i frutteti avrebbero offerto loro un costante rifornimento alimentare. Giunsero a Darayya il 23 luglio, con l'esercito del Regno di Gerusalemme posto all'avanguardia, seguito da quello di Luigi e Corrado in retroguardia. I musulmani erano preparati all'attacco e senza soluzioni di continuità sottoposero ad attacchi l'esercito cristiano che avanzava attraverso i frutteti fuori da Damasco, il 24 luglio.
I frutteti erano difesi da torri e muri e i Crociati costantemente furono bombardati da frecce e lance mentre passavano attraverso gli stretti sentieri dei campi coltivati ad alberi da frutto. Grazie a una carica di Corrado, i Crociati riuscirono ad aprirsi la strada e a ricacciare gli attaccanti musulmani al di là del fiume Barada e dentro Damasco. Giunti fuori dagli spalti della città, immediatamente avviarono le opere atte a porre l'assedio, usando legname preso dai frutteti. Dentro la città gli abitanti barricarono le strade principali, preparandosi a sostenere quello che sembrava profilarsi come un inevitabile attacco.
Unur meditava di chiedere aiuto a Norandino di Aleppo e a Sayf al-Dīn Ghazi I di Mosul, e condusse un attacco di persona contro il campo crociato; i Crociati furono respinti lontano dalle mura nei frutteti, dove furono fatti segno a imboscate e ad attacchi di tipo guerrigliero. Secondo Guglielmo di Tiro, il 27 luglio i Crociati decisero di spostarsi verso la pianura che si estende a oriente della città, che era meno possentemente fortificata ma che disponeva di assai minor cibo e acqua. Curiosamente questo spostamento non è registrato dalla cronaca di Ibn al-Qalānisī, che osservava l'assedio dall'interno della città di Damasco.
Vi furono dissensi in entrambi gli schieramenti: Unur non poteva fidarsi del fatto che Sayf al-Din o Norandino non si sarebbero impadroniti della città se egli avesse loro rivolto un esplicito invito ad aiutarlo; e i Crociati non erano d'accordo su chi avrebbe avuto Damasco nel caso essa fosse stata conquistata. Guy Brisebarre, signore di Beirut, era il candidato suggerito dai baroni locali, ma Teodorico di Alsazia, Conte delle Fiandre, la voleva per se stesso ed era sostenuto da Baldovino, Luigi e Corrado. Vi furono voci sul fatto che Unur avesse corrotto i capi cristiani perché si spostassero su una posizione meno difendibile, e che Unur avesse promesso di rompere la sua alleanza con Norandino se i Crociati fossero tornati a casa loro. Nel frattempo Norandino e Sayf al-Din arrivarono a Homs e avviarono negoziati con Unur per il possesso di Damasco, qualcosa che né Unur, né i Crociati volevano. Anche Sayf al-Din in apparenza scrisse ai Crociati, esortandoli a tornare a casa. Con Norandino in campo era impossibile tornare indietro su posizioni migliori, se avessero avuto intenzione di farlo. I signori locali crociati rifiutarono di proseguire l'assedio, e i tre sovrani non ebbero altra scelta se non quella di abbandonare l'impresa. Dapprima Corrado, poi il resto dell'esercito, decise di tornare a Gerusalemme il 28 luglio, malgrado per l'intera ritirata essi fossero costantemente disturbati da arcieri turchi selgiuchidi che li tallonavano.

## Conseguenze
Tutte le parti si accusarono reciprocamente. Un nuovo piano di attacco ad Ascalona fu abbandonato a causa della mancanza di reciproca fiducia conseguente al fallito assedio. Corrado tornò a Costantinopoli per promuovere la sua alleanza con l'Imperatore Manuele, mentre Luigi rimase sul posto fino al 1149. Come risultato della fallimentare Crociata Damasco non ebbe più alcuna fiducia nei Crociati con i quali tanti interessi comuni sarebbero potuti essere trattati con vicendevole vantaggio, e la città cadde inevitabilmente nelle mani di Norandino nel 1154. Baldovino III poco saggiamente prese Ascalona nel 1153 e trascinò l'Egitto nel conflitto, preparando in tal modo la strada per la caduta di Gerusalemme. Bernardo di Chiaravalle, che con insipiente foga aveva insistito per una Seconda Crociata proprio ai danni dell'unica concreta forte alleata dei Crociati, fu anch'egli umiliato, e quando fallì il suo impegno di dar vita alla nuova Crociata tentò di dissociarsi dal fiasco ottenuto. Morì nel 1153, avendo contribuito a indebolire enormemente la tenuta degli Stati crociati.
Le conseguenze della Seconda Crociata avviarono il declino del Regno di Gerusalemme e degli altri Stati crociati. Il nipote del generale di Norandino, Saladino divenne Sultano d'Egitto dopo aver posto fine all'ormai imbelle Imamato fatimide nel 1171, unendo in tal modo in una ferrea tenaglia la Siria, la Ǧazīra e l'Egitto, completando l'accerchiamento del regno crociato. Nel 1187 Gerusalemme sarebbe capitolata davanti a lui ed egli avrebbe poi marciato verso nord per conquistare anche gli altri Stati crociati di Outremer. Sarebbe stata la fatale terza crociata, i cui fondamentali antefatti erano da ricercare proprio nelle smanie bellicistiche di Bernardo e nell'insensato tentativo di catturare Damasco.